# Bjørn Bisserup
Bjørn Ingemann Bisserup (født 13. april 1960 i København) er en dansk general og tidligere dansk forsvarschef.
Han har tidligere i en kort periode (5. oktober - 16. november 2009) været konstitueret som forsvarschef i stedet for admiral Tim Sloth Jørgensen, der den 4. oktober 2009 oplyste via Forsvarskommandoen, at han stoppede på posten grundet sagen om en arabisk oversættelse af Thomas Rathsacks bog Jæger – i krig med eliten. Bisserup forblev i stillingen, indtil Forsvarsministeriet udpegede en anden. Dagen efter Tim Sloth Jørgensens afgang meddelte Bisserup, at han ikke ønskede at overtage stillingen permanent. Han foretrak at fortsætte i jobbet som chef for forsvarsstaben ved Forsvarskommandoen. Bisserup afløstes som forsvarschef  af generalløjtnant Knud Bartels.
Igen i 2012 (1. januar - 20. marts) var Bisserup fungerende forsvarschef, da Knud Bartels måtte fratræde posten for at afløse den italienske admiral Giampaolo Di Paola som formand for NATOs militærkomité. Di Paola fratrådte før tid for at blive forsvarsminister i den italienske regering. Han blev denne gang afløst af general Peter Bartram, der efter en – for forsvaret anderledes – ansættelsesprocedure tiltrådte jobbet som forsvarschef. Det blev i slutningen af 2016 offentliggjort, at Bisserup ville afløse Bartram som forsvarschef efter udløbet af dennes ansættelsesperiode. Fra 10. januar 2017 og frem til 30. november 2020 har Bisserup således været Danmarks forsvarschef. Han blev afløst af general Flemming Lentfer.
I 2009 blev Bisserup kommandør af Dannebrogordenen, i 2017 kommandør af 1. grad.